# Kirchham (Landkreis Passau)

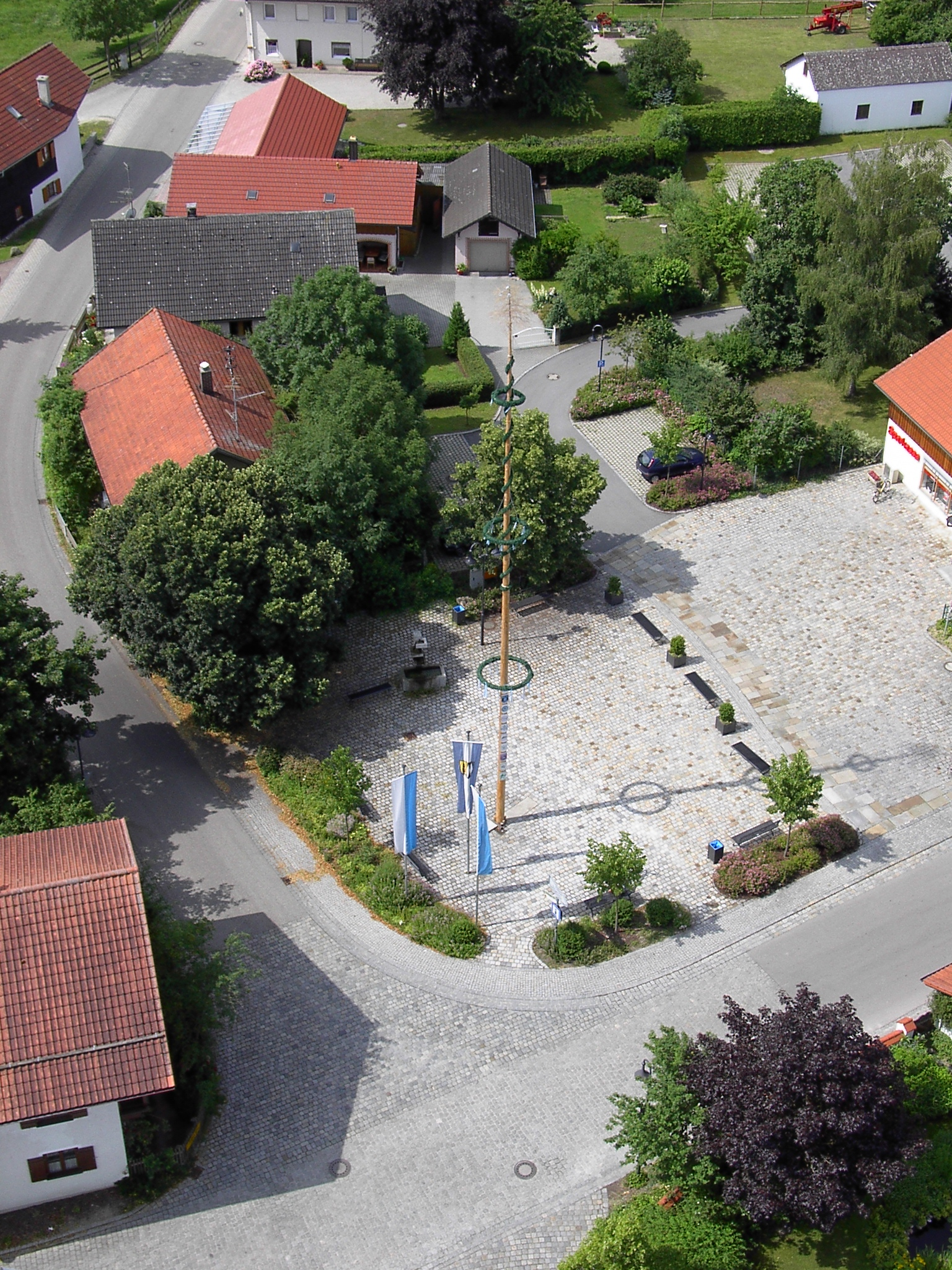
Der Dorfplatz mit Tassilo-Brunnen (Luftbild)

Kirchham ist eine Gemeinde im niederbayerischen Landkreis Passau und ein staatlich anerkannter Erholungsort.

## Geographie

### Geographische Lage
Die Gemeinde im südlichen Landkreis Passau liegt am Kößlarner Bach inmitten der Pockinger Heide, einer fruchtbaren Ebene, die bis zum nahen Inn reicht. Der Ort profitiert einerseits durch die günstige Lage an der Bundesautobahn 94, unweit der österreichischen Grenze und nahe der Bundesautobahn 3, aber auch durch den Kurtourismus, da Kirchham mitten im niederbayerischen Bäderdreieck liegt. Nach Bad Füssing sind es 3 km, nach Passau 30 km, nach Schärding (Oberösterreich) 20 km, nach Pocking 9 km, nach Obernberg am Inn (Oberösterreich) sieben Kilometer und nach Simbach am Inn 20 km.

### Gemeindegliederung
Es gibt 27 Gemeindeteile (in Klammern ist der Siedlungstyp angegeben):
- Angloh (Einöde)
- Bach (Weiler)
- Ed (Einöde)
- Eggen (Dorf)
- Erlbach (Dorf)
- Hinterberg (Einöde)
- Hinteröd (Einöde)
- Hof (Weiler)
- Hofgarten (Einöde)
- Hoheneich (Einöde)
- Kirchham (Pfarrdorf)
- Moos
- Ort (Einöde)
- Osterholzen (Weiler)
- Reisner (Einöde)
- Reith (Weiler)
- Roidenhub (Einöde)
- Schambach (Dorf)
- Senget (Einöde)
- Stadlöd (Einöde)
- Staubermühle (Einöde)
- Stocking (Einöde)
- Tutting (Dorf)
- Uttelsberg (Einöde)
- Waldstadt (Siedlung)
- Weinberg (Weiler)
- Zanklöd (Einöde)

Es gibt nur die Gemarkung Kirchham.

### Nachbargemeinden
- Malching
- Rotthalmünster
- Pocking
- Bad Füssing

## Geschichte

### Bis zur Gemeindegründung
777 wird der „Ort, der Chirihheim genannt wird“ erstmals urkundlich erwähnt. Kirchham hat eine bis in diese Zeit zurückreichende Bedeutung als kirchlicher Mittelpunkt und Pfarrsitz. Das Martinspatrozinium der Pfarrkirche bestätigt diese historische Stellung als Seelsorgezentrum für das Umland. Der Gemeindeteil Erlbach ist seit etwa 1500 als Adelssitz nachweisbar, seit 1752 bestand die Hofmark Erlbach. Kirchham gehörte zum Rentamt Landshut und zum Landgericht Griesbach des Kurfürstentums Bayern. Die heutige politische Gemeinde entstand mit dem bayerischen Gemeindeedikt von 1818.

### 20. Jahrhundert
Vom 6. März 1945 bis 2. Mai 1945 kurz vor dem Ende des Zweiten Weltkrieges existierte im Ort ein Außenlager des KZ Flossenbürg, dessen 400 Häftlinge Zwangsarbeit für eine Wiener Baufirma verrichten mussten.
Nach dem Zweiten Weltkrieg befand sich das große Flüchtlingslager Waldstatt (damalige Schreibweise), für das zwischen 1950 und 1959 sogar eine eigene Pfarrei mit einer Notkirche eingerichtet war.
Im Jahr 1992 gewann Kirchham im Wettbewerb „Unser Dorf soll schöner werden“ die Silbermedaille, bereits im Jahr 1978 war der Ort Sieger in diesem Wettbewerb.

### Einwohnerentwicklung
Im Zeitraum 1988 bis 2018 wuchs die Gemeinde von 2092 auf 2355 um 263 Einwohner bzw. um 12,6 %.
| Jahr | Einwohner |
| ---- | --------- |
| 1961 | 1291      |
| 1970 | 1404      |
| 1987 | 1969      |
| 1991 | 2248      |
| 1995 | 2345      |
| 2000 | 2313      |
| 2005 | 2427      |
| 2010 | 2354      |
| 2015 | 2195      |

## Politik

### Gemeinderat

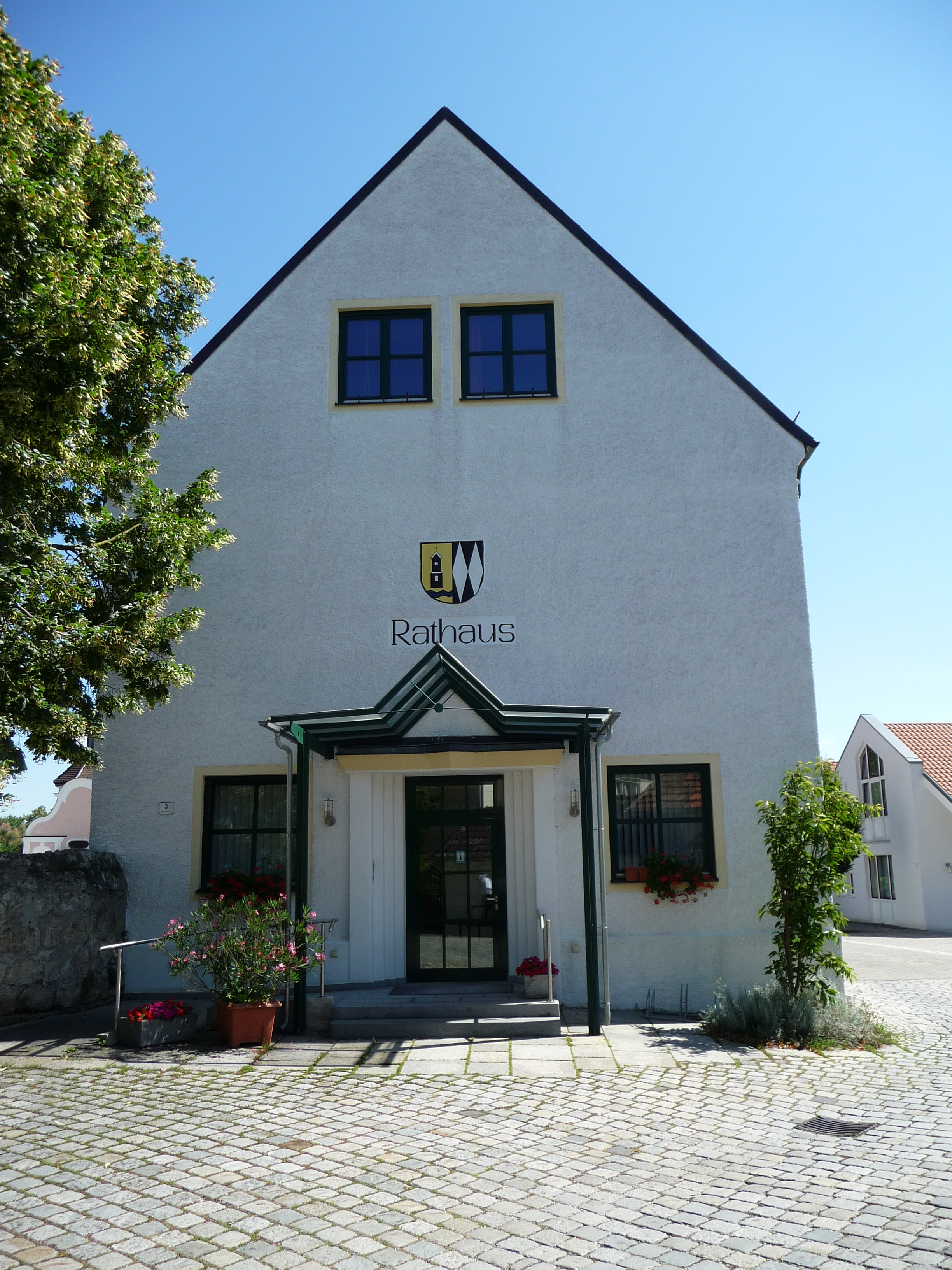
Rathaus

Der Gemeinderat besteht aus 14 Mitgliedern und setzt sich seit der Kommunalwahl am 15. März 2020 wie folgt zusammen:
- ÜW: 7 Sitze (47,50 % der Stimmen)
- CSU und die Freie Wählergruppe Gemeindewohl: 6 Sitze (46,28 % der Stimmen)
- Grüne: 1 Sitz (6,23 % der Stimmen)

### Bürgermeister
Erster Bürgermeister ist seit Mai 2008 Anton Freudenstein (CSU/Gemeindewohl), der 2014 mit 86,98 % und bei der Kommunalwahl 2020 mit 57,48 % der gültigen Stimmen wiedergewählt wurde.
Dessen Stellvertreter wurden nach der Kommunalwahl 2014 die 2. Bürgermeisterin Margareta Haslinger (CSU/Gemeindewohl) sowie Wilhelm Lickl (CSU/Gemeindewohl) als 3. Bürgermeister. Im Anschluss an die Wahl 2020 wurden sie von den ÜW-Gemeinderatsmitgliedern Robert Bauer und Heinz Winklhofer ersetzt.

### Wappen
| | Blasonierung: „Gespalten von Gold und Schwarz; vorne über gesenktem blauen Wellenbalken ein schwarzer Kirchturm, hinten zwei senkrecht stehende durchgehende silberne Rauten.“ |
| Wappenbegründung: Der Kirchturm ist eine für den Gemeindenamen redende Figur und symbolisiert zugleich die bis in das 8. Jahrhundert zurückreichende Bedeutung Kirchhams als kirchlicher Mittelpunkt und Pfarrsitz. Das Martinspatrozinium der Pfarrkirche bestätigt diese historische Stellung als Seelsorgezentrum für das Umland. Der Wellenbalken unter dem Kirchturm ergibt ein Sinnbild für die gebräuchliche Bezeichnung der Kirchhamer Kirche als Kirch am Bach. Die weiteren Elemente des Wappens verweisen auf Adelsfamilien, die in der Geschichte des Gemeindeteils Erlbach von Bedeutung waren. Erlbach ist seit etwa 1500 als Adelssitz nachweisbar, daneben bestand seit 1752 die Hofmark Erlbach. Die Teilung von Gold und Schwarz stammt aus dem Familienwappen der Tobelheimer, die im 16. Jahrhundert als Inhaber des Sitzes belegt sind. Die zwei senkrechten silbernen Rauten sind vom Wappen der Ecker von Kapfing hergeleitet, die von 1620 bis 1638 den Sitz Erlbach innehatten. Dieses Wappen wird seit 1977 geführt. | |

### Gemeindepartnerschaften
Mit der gleichnamigen Gemeinde Kirchham aus dem oberösterreichischen Bezirk Gmunden besteht eine Partnerschaft.

## Kultur und Sehenswürdigkeiten

### Kultur
- Kleinkunstbühne Kartoffelkeller

### Sehenswürdigkeiten

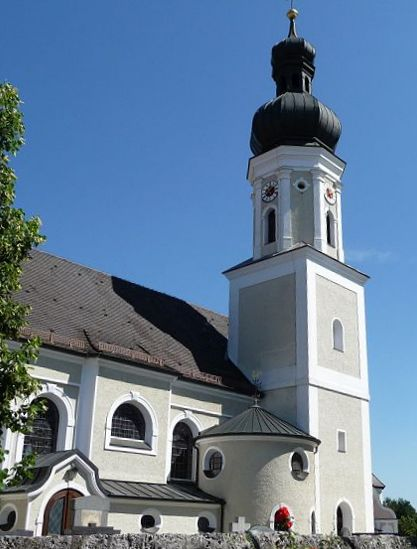
Pfarrkirche St. Martin

- Die neubarocke Pfarrkirche St. Martin wurde 1915 nach einem Brand der 1729 entstandenen barocken Vorgängerkirche von den Münchner Architekten Gebrüder Rank erbaut. Sie hat eine barocke und neubarocke Ausstattung.
- Schloss Kirchham
- Mühlenmuseum im Ortsteil Tutting
- Diverse unter Denkmalschutz gestellte Bauernhäuser und -gehöfte im Rottaler Baustil.
- Ausgrabungsfunde aus unterschiedlichen Zeitepochen, die hauptsächlich im Ortsteil Bach entdeckt wurden. Diese sind im Kirchhamer Rathaus/Gästeinformation während der Öffnungszeiten kostenlos zu besichtigen.
- Schnapsmuseum der Brennerei Penninger zum Thema Whisky[9]

### Gedenkstätte
An der Stelle des 1957 aufgelösten KZ-Friedhofs nahe dem Gemeindeteil Waldstadt erinnert heute ein Denkmal an die 95 ehemals hier begrabene KZ-Häftlinge eines Außenlagers des KZ Mauthausen, die in einer ehemaligen Fliegerkaserne untergebracht waren und hier noch an den Folgen der Haft verstorben waren. Die Toten wurden auf den KZ-Friedhof Flossenbürg überführt.

## Fremdenverkehr
Bedingt durch die zentrale Lage im Niederbayerischen Bäderdreieck ist Kirchham Reiseziel für Kur- und Gesundheitstouristen. 1987 wurde das Prädikat staatlich anerkannter Erholungsort für Kirchham, Tutting, Reith, Senget, Hofgarten, Ed und Osterholzen sowie der Bereich des Gemeindeteils Waldstadt, der außerhalb der Kaserne liegt, verliehen.
In der Gemeinde sind 26 Beherbergungsbetriebe ansässig, darunter zwei Hotels, ein Hotel garni und zwei Campingplätze. Die restlichen Unterkünfte sind Ferienwohnungen/Apartments und Pensionen. Insgesamt stehen 1436 Gästebetten in der Gemeinde zur Verfügung. 2010 gab es 257.166 Übernachtungen.
Kirchham besitzt gemeinsam mit Bad Füssing einen Golfplatz. Die 18-Loch-Meisterschaftsanlage des ThermenGolfClub Bad Füssing - Kirchham wird durch den Kößlarner Bach als natürliches Hindernis durchflossen und hat unterschiedliche Schwierigkeitsgrade.
Im Gemeindeteil Ed an der Grenze zur Nachbargemeinde Bad Füssing befindet sich der Erlebnispark Haslinger Hof.

## Wirtschaft und Infrastruktur

### Verkehr

#### Straßenverkehr
Durch die Bundesautobahn 94, die München mit Passau verbindet, ist Kirchham mit der Anschlussstelle 31 (Kirchham) an das Fernstraßennetz angebunden. Zudem besteht über die B 12 im benachbarten Pocking eine Anbindung an die Bundesautobahn 3, die in Richtung Bayern Teile des bayerischen Waldes sowie den Passauer Raum und in Richtung Österreich das Innviertel erschließt.
Damit das Fernbleiben von Verkehrslärm der A 94 in dem staatlich anerkannten Erholungsort gewährleistet ist, besteht im Ortsteil Tutting eine 450 Meter lange Einhausung der Fahrbahn. Die restliche Trassierung innerhalb des Gemeindegebietes ist fernab vom Zentrum und bewohnten Gebieten.
Zudem verläuft im Gemeindegebiet die aus Pfarrkirchen bzw. Rotthalmünster kommende Staatsstraße 2110. Diese bindet in ihrem weiteren Verlauf Kirchham an den Kurort Bad Füssing (3 km) und die Staatsstraße 2117 an. Diese führt über den Inn, der hier die bayerisch-oberösterreichische Grenze bildet, nach Obernberg am Inn (7 km) und von dort weiter als L 510.

#### Busverkehr
Seit dem 1. Januar 2013 verkehrt mit dem Bäderbus ein Linienbus im öffentlichen Nahverkehr. Das Streckennetz dieses Ortsbuses umfasst die Gemeinde Kirchham sowie den Kurort Bad Füssing und dessen drei Thermalquellbäder.
Innerhalb des Gemeindegebietes befinden sich 8 Haltestellen, welche werktags und an Wochenenden im Stundentakt angefahren werden. 14 weitere Stationen befinden sich in Bad Füssing.
Ursprünglich war der Anschluss Kirchhams an das Netz des schon vorher in Füssing verkehrenden Linienbusses überwiegend für den Fremdenverkehr angedacht. Als Touristenbus sollte er hauptsächlich Kurgästen eine direkte Anbindung vom Feriendomizil zu den Thermalbädern sowie weiteren Kureinrichtungen ermöglichen. Mittlerweile wird der Bus zunehmend auch von Einheimischen für Berufs-, Erledigungs- oder Ausflugsfahrten genutzt.
Der Fahrpreis für eine Einzelfahrt beträgt unabhängig von der zurückgelegten Distanz 2,20 € (Stand: 2019). Kirchhamer Kur- und Feriengästen steht diese Busverbindung kostenlos zur Verfügung. Gemeindebürger können für 20 € (Stand: Saison 2013) eine Jahreskarte – die Bürgerkarte – im Kirchamer Rathaus erwerben.

#### Eisenbahnverkehr
Von 1910 bis 2003 war Kirchham mit dem Bahnhof Tutting im gleichnamigen Ortsteil sowie einem Gleis zur Rottal-Kaserne an die Bahnstrecke Simbach am Inn–Pocking angeschlossen. Zusätzlich zweigte in Kirchham die Bahnstrecke Tutting–Kößlarn ab.
Mit der Zunahme des Individualverkehrs erwies sich der Betrieb beider Strecken als zunehmend unrentabel. Als Folge dessen stellte die Deutsche Bundesbahn zum 2. Oktober 1960 den Personenverkehr auf der Trasse Tutting-Kößlarn und am 1. Juni 1969 auf der Trasse Simbach-Pocking ein. Am selben Tag wurde auch der Güterverkehr zwischen Simbach und Tutting stillgelegt. Damit verlor der Bahnhof Tutting auch den Status eines Kreuzungsbahnhofes. Selbiges geschah am 1. Januar 1970 mit dem Abschnitt Rotthalmünster Kößlarn, welcher ab Februar 1972 zurückgebaut wurde.
Nachdem 1996 das restliche Teilstück der Strecke Tutting-Kößlarn aufgegeben wurde, verblieben nur noch die Bundeswehrtransporte der Rottal-Kaserne, die am Tuttinger Bahnhof umgeschlagen werden mussten, da das Anschlussgleis zur Kaserne bereits demontiert war.
Durch die Auflösung der Kaserne im Jahr 2002 verlor auch die Resttrasse zwischen Pocking und Kirchham ihren letzten Nutzen und sie wurde am 23. April 2003 stillgelegt.
2007 erfolgte der Abbau und Abtransport der Gleisanlagen und es wurde mit dem Bau eines Bahnradweges begonnen, dessen Verlauf sich an der ehemaligen Streckentrassierung orientiert. Somit bekamen alte Bahnbauwerke, wie Brücken oder Bahndämme eine Funktion als Bestandteil der neu entstandenen Freizeit-Route zwischen Pocking und Kirchham.
2008 wurden alle Maßnahmen abgeschlossen und der Geh- und Radweg "Alter Bahndamm" eröffnet.

### Wirtschaft einschließlich Land- und Forstwirtschaft
2022 gab es 440 sozialversicherungspflichtig Beschäftigte am Arbeitsort, 886 sozialversicherungspflichtig Beschäftigte am Wohnort und 46 Arbeitslose. Im verarbeitenden Gewerbe gab es keine Betriebe, im Bauhauptgewerbe ebenfalls keine Betriebe. 2020 bestanden 26 landwirtschaftliche Betriebe mit einer landwirtschaftlich genutzten Fläche von 993 ha.
Kirchham hat eine starke Ausrichtung auf den Fremdenverkehr, hauptsächlich auf Kurgäste des Bäderdreiecks Bad Füssing, Bad Griesbach und Bad Birnbach (Niederbayerisches Bäderdreieck).

### Bildung
Es gibt Stand 2023 folgende Einrichtungen:
- Kindergärten: 90 Kindergartenplätze [14]
- Grundschule: 1.–4. Klasse im Schulverband Bad Füssing

### Ehemaliger Bundeswehrstandort
Im Ortsteil Waldstadt der Gemeinde Kirchham befand sich ein Standort des Heeres der Bundeswehr. Die Rottal-Kaserne wurde Anfang der 1960er Jahre erbaut. Dort waren hauptsächlich Panzereinheiten stationiert. Das Areal wurde 2003 aufgegeben.
Als 1989 der Eiserne Vorhang fiel und der Osten seine Grenzen öffnete, diente die Kaserne als Flüchtlings- und Aufnahmelager für DDR-Bürger, die über Ungarn und Österreich nach West-Deutschland kamen. Bedingt durch die östliche Lage und der Nähe zur österreichischen Grenze, war der Bundeswehrstandort für viele Menschen die erste Anlaufstelle und war dementsprechend hoch frequentiert.
Zwischenzeitlich dienten Teile des Geländes als Drehort für die Filme der Filmreihe „Die Wilden Kerle“.
Auf dem Gelände des ehemaligen Standortübungsplatzes befindet sich jetzt ein Solarpark, der in Zusammenarbeit mit der Gemeinde Bad Füssing und der Stadt Pocking entstanden ist.

## Persönlichkeiten

### Ehrenbürger
- Hanns Dorfner (* 1942), Kommunalpolitiker

### Söhne und Töchter der Stadt
- Michael Stapfer (1871–1950), Politiker
- Engelmar Zellner (1904–1945), Ordensbruder, Missionar und Märtyrer